# Barnabas Halem ’Imana
Barnabas Halem ’Imana (ur. 1929, zm. 3 stycznia 2016) – ugandyjski duchowny katolicki, biskup diecezjalny Kabale 1969-1994.

## Życiorys
Święcenia kapłańskie otrzymał 7 grudnia 1958.
29 maja 1969 papież Paweł VI mianował go biskupem diecezjalnym Kabale. 1 sierpnia tego samego roku z rąk papieża przyjął sakrę biskupią. 15 lipca 1994 na ręce papieża Jana Pawła II złożył rezygnację z zajmowanej funkcji.
Zmarł 3 stycznia 2016.